# 汪家道
汪家道（1916年—1992年），安徽霍邱众兴乡人，中华人民共和国政治人物，中国人民解放军少将。

## 生平
早年参加中国工农红军红二十五军，参加长征。1935年，担任红十五军团骑兵团政治处主任。抗日战争期间，担任八路军115师344旅副营长，后升任冀鲁豫第五分区独立团团长。第二次国共内战期间，担任晋冀鲁豫军区七纵20旅副旅长、冀鲁豫军区独立1旅旅长、晋冀鲁豫野战军第十一纵31旅旅长，后升任第二野战军第17军49师师长。
中华人民共和国成立后，担任中国人民解放军第13军副军长、16军副军长；改任黑龙江省军区司令员，授少将军衔；改任中共黑龙江省委第一书记。后担任沈阳军区副司令员，参与指挥珍宝岛事件。